# Pygmaeomorpha nigrisignum
Pygmaeomorpha nigrisignum is een vlinder uit de familie van de slakrupsvlinders (Limacodidae). De wetenschappelijke naam van de soort is voor het eerst geldig gepubliceerd in 1931 door Hering.